# Gostinyj dvor (metropolitana di San Pietroburgo)
Gostinyj dvor (in russo Гости́ный двор?) è una stazione della metropolitana di San Pietroburgo, che si trova sulla linea 3.
Aperta il 3 novembre 1967, ha due uscite, una all'intersezione tra il canale Griboedov e il corso Neva, l'altra sul lato settentrionale del centro commerciale, permettendo ai viaggiatori di entrarvi senza dover uscire all'aperto. È una stazione molto frequentata, al centro della vita commerciale della città.
In questa stazione avviene anche l'interscambio con la Linea 2 e la stazione Nevskij prospekt. L'accesso ai binari è protetto dalla tecnologia definita come "ascensore orizzontale"; non esiste banchina e l'atrio è chiuso da porte che vengono aperte solamente all'arrivo del convoglio e sono in corrispondenza delle aperture delle vetture.